# Уэст, Корнел
Корнел Рональд Уэст (англ. Cornel Ronald West; род. 2 июня 1953, Талса, Оклахома, США) — американский философ, писатель, богослов, литературный критик, актёр, борец за гражданские права и христианский социалист. Член ассоциации Демократические социалисты Америки (ДСА). Профессор религиозной философии и христианства в Нью-йоркской объединённой теологической семинарии. Значительная часть трудов Уэста посвящена проблемам расы, пола и класса в американском обществе. На  Уэста оказали влияние такие разнородные традиции, как Афроамериканская баптистская церковь, прагматизм, экзистенциализм и трансцендентализм. Снимался в фильмах «Матрица: Перезагрузка» и «Матрица: Революция».
Участвует в выборах президента США в 2024 году в качестве независимого кандидата.